# Cañada Vellida
Cañada Vellida – gmina w Hiszpanii, w prowincji Teruel, w Aragonii, o powierzchni 23,3 km². W 2011 roku gmina liczyła 38 mieszkańców.